# Xing'an (socken i Kina, Heilongjiang)
Xing'an (kinesiska: 兴安, 兴安乡) är en socken i Kina. Den ligger i provinsen Heilongjiang, i den nordöstra delen av landet, omkring 360 kilometer norr om provinshuvudstaden Harbin.
Genomsnittlig årsnederbörd är 948 millimeter. Den regnigaste månaden är juli, med i genomsnitt 254 mm nederbörd, och den torraste är januari, med 9 mm nederbörd.